# Мерисвил (Јута)
Мерисвил (енгл. Marysvale) град је у америчкој савезној држави Јута.

## Демографија
По попису из 2010. године број становника је 408, што је 27 (7,1%) становника више него 2000. године.
| Група             | 2000.       | 2010.       |
| Белци             | 370 (97,1%) | 398 (97,5%) |
| Афроамериканци    | 0 (0,0%)    | 0 (0,0%)    |
| Азијати           | 0 (0,0%)    | 1 (0,2%)    |
| Хиспаноамериканци | 8 (2,1%)    | 5 (1,2%)    |
| Укупно            | 381         | 408         |